# Al-Kuwajijja
Al-Kuwajijja (arab. القويعيه, Al-Quwayʿiyya) – miasto w centralnej Arabii Saudyjskiej, w prowincji Rijad. W 2010 roku liczyło około 22,5 tys. mieszkańców.